# Sakae Ōsugi
Sakae Ōsugi (en japonès: 大杉 栄, Ōsugi Sakae) (Marugame, Prefectura de Kagawa, 17 de gener de 1885 - Tòquio, 16 de setembre de 1923) va ser un anarquista i esperantista japonès.

## Joventut
Sakae Ōsugi va estudiar a l'escola de cadets, però no va ser un estudiant model. Va tenir problemes per incidents relacionats amb l'homosexualitat, així com baralles amb altres cadets que van acabar amb la seva expulsió. Va estudiar després a l'escola de llengües estrangeres de Tòquio, on es va graduar en literatura francesa i va aprendre francès i anglès. Posteriorment aprendria esperanto, així com italià, alemany i rus. En un primer moment es va sentir atret pel cristianisme i el socialisme. Així, amb Kōtoku Shūsui i Toshihiko Sakai va formar la Lliga Comunera (Heimin-sha). En aquells anys va conèixer l'esperanto al diari Tyokugen i va començar a estudiar-lo amb els seus amics socialistes. El 1906 va fundar la primera escola d'esperanto del Japó (on no només tindria estudiants japonesos, sinó també xinesos), així com l’Associació Esperantista del Japó.

## Anarquista
De Kōtoku va aprendre les idees de Kropotkin i va continuar la tasca que aquest havia iniciat, traduint diverses obres de l'anarquista rus. Posteriorment descobrirà Mikhaïl Bakunin, autor de qui se sentirà més proper. Després de la mort de Kōtoku el 1911, Ōsugi es va convertir en la principal referència de l'anarquisme al Japó. Va editar diferents publicacions, com Heimin Shinbun, Rodo Shinbun (Diari del treball), Rodo Undo (Moviment obrer) o Kindai Shisô (Pensament modern). Als seus articles explicava el creixement de la CGT francesa i el posava d'exemple per al sindicalisme japonès. També va traduir molts llibres al japonès d'anarquistes occidentals, obres de científics com L'Origen de les Espècies de Darwin o de pensadors com Romain Rolland.
A més de Kropotkin i Bakunin, un tercer anarquista que el va fascinar va ser Nèstor Makhnò. De fet, el seu fill es dirà Nèstor. A les seves quatre filles també els va posar noms d'anarquistes internacionals, com Emma i Luisa en homenatge a Emma Goldman i a Luisa Michel. Pel que fa a Nèstor Makhnò, Ōsugi considerarà el moviment Makhno a Ucraïna (1918-1921) com l'aspecte més important de la Revolució russa. Així, al viatge a Europa que farà el 1923 intentarà trobar-se amb els seus seguidors.
Sakae Ōsugi va participar en les revoltes de l'arròs de 1918 i va estar diverses vegades a la presó.

## Incident Amakasu
Amb l'ajuda del també esperantista Taiji Yamaga, que li va aconseguir un passaport fent servir els seus contactes xinesos, va viatjar a la Xina i a Europa, amb la identitat d'un estudiant xinès que anava a estudiar a Lió. Els seus plans incloïen visitar Berlín. Tanmateix, no ho va poder fer, perquè va ser assassinat en el que es va conèixer com l'incident Amakasu. Així, va ser detingut per la policia francesa, després d'haver fet un discurs a la manifestació de l'1 de maig a París convocada per la CGT i va ser extradit al Japó. En el context del caos posterior al Gran Terratrèmol de Kanto, Sakae Osugi, la seva parella (l'anarquista i feminista Noe Ito) i el seu nebot de sis anys Munekazu Tachibana van ser colpejats fins a la mort i llençats a un pou el 16 de setembre de 1923, per un esquadró de la policia militar liderat pel tinent Amakasu Masahiko. L'assassinat d'aquests anarquistes va ser conegut com l'Incident Amakasu i va provocar sorpresa i ira a la societat japonesa.
Tot i que només va viure 38 anys, Ōsugi va deixar una abundant obra escrita. Hi ha una edició en 24 volums del seus texts.
El 1970 Kiju Yoshida va realitzar la pel·lícula Eros + Massacre, basada en la vida de Sakae Osugi, el seu concepte d'amor lliure i les seves relacions tumultuoses amb les dones.